# Sísmica de reflexão

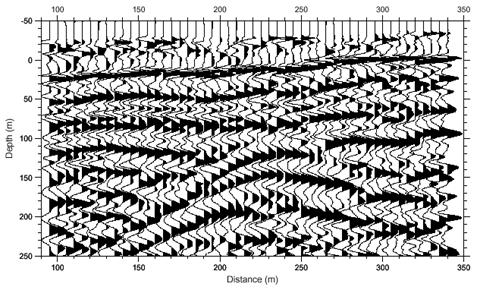
Dados Sísmicos de reflexão

Sísmica de reflexão é um método de prospecção geofísica que utiliza os princípios da sismologia para estimar as propriedades da subsuperfície da Terra com base na reflexão de ondas sísmicas. Este método requer a utilização de uma fonte sísmica de energia controlada, como por exemplo um explosivo, bombas de ar comprimido especializadas (conhecidas como air guns), ou fontes sísmicas viibracionais (comumente denomidadas Vibroseis). Ao determinar o tempo que uma onda reflectida demora até atingir um receptor, é possível estimar a profundidade da estrutura que gerou a reflexão. Deste modo, a sísmica de reflexão é semelhante ao sonar e à ecolocalização.
Trata-se de um método utilizado extensivamente na prospecção de hidrocarbonetos (petróleo, gás natural) e de outros recursos minerais como carvão, minérios metálicos e energia geotérmica. É ainda utilizado em estudos básicos sobre a natureza e origem das rochas que compõem a crosta terrestre. Em engenharia, a sísmica de reflexão é utilizada em estudos de águas subterrâneas e estudos ambientais.